# Antonín Prokeš
Antonín Prokeš (26. června 1896 Třeboň – ???) byl český a československý advokát, politik Československé strany lidové a poúnorový poslanec Národního shromáždění ČSR.

## Biografie
Po absolvování klasického gymnázia bojoval 1915-1918 v rakousko-uherské armádě na frontách 1. světové války. Poté studoval práva na Právnické fakultě Univerzity Karlovy v Praze. V roce 1922 se stal doktorem práv. Později ještě studoval na Filozofické fakultě Masarykovy univerzity v Brně, kde mu byl roku 1936 udělen doktorát filosofie. V letech 1922-1925 byl zaměstnán coby konceptní adjunkt u České finanční prokuratury v Praze. V letech 1925-1936 působil jako advokátní koncipient v Uherském Brodě. Od roku 1926 byl advokátem v Hradci Králové. Po 2. světové válce se stal v květnu 1945 členem a místopředsedou Revolučního národního výboru v Hradci Králové za ČSL a v této funkci setrval do dubna 1946.
Během únorového převratu v roce 1948 patřil k frakci, která v ČSL převzala moc a která lidovou stranu proměnila na loajálního spojence komunistického režimu. Po únoru 1948 získal úřad předsedy Krajského Akčního výboru ČSL a členství v ONV v Hradci Králové. Ve volbách v roce 1948 byl zvolen do Národního shromáždění za ČSL ve volebním kraji Hradec Králové. V parlamentu zasedal až do konce funkčního období, tedy do voleb roku 1954.
Působil jako předseda Krajského výboru ČSL v Hradci Králové. V 50. letech se aktivně zapojil do kolektivizace českého venkova. V září 1952 spolu krajským tajemníkem Jiřím Zvěřinou vypracoval dokument nazvaný „Kádrová politika a státní disciplína“, ve kterém obhajují nutnost likvidace vesnických boháčů. Poslanec Prokeš uvádí v dokumentu, že on sám osobně vyšetřil případ sabotáže dodávek, kterého se měl dopustit rolník Josefa Fátora z Červené Třemešné. Ten byl potom na Prokešův popud vyloučen z okresního výboru ČSL v Hořicích a pak odsouzen k trestu odnětí svobody. Ve volbách 1954 již nebyl zvolen jako poslanec a z veřejného života odešel. Po této době o něm prameny mlčí.